# Фоменко, Владислав Александрович
Владислав Александрович Фоменко (1932—1988) — советский работник строительного комплекса и промышленный деятель, Герой Социалистического Труда.

## Биография
Родился 17 сентября 1932 года в Махачкале Дагестанской АССР.
В 1955 году начал трудовую деятельность мастером управления строительства «Сулакгэсстрой» (Дагестан). Затем работал прорабом, главным инженером и начальником управления строительства Братского лесопромышленного комплекса на Ангаре. В мае 1971 года Фоменко был направлен в Набережные Челны на строительство «КамАЗа» в должности начальника управления строительства «Автозаводстрой», а в январе 1974 года был назначеня начальником производственного объединения «Камгэсэнергострой». В марте 1979 года был назначен на должность начальника главка «Главгидроэнергострой» в Москве.
Занимался общественной деятельностью, избирался делегатом XXV съезда КПСС и депутатом Верховного Совета Татарской АССР.
Умер 30 октября 1988 года в Москве.

## Награды
- 15 апреля 1977 года В. А. Фоменко было присвоено звание Героя Социалистического Труда с вручением ордена Ленина (за выдающиеся успехи, достигнутые при сооружении первой очереди Камского комплекса заводов по производству большегрузных автомобилей)[2].
- Награждён орденами «Знак Почета», Трудового Красного Знамени и медалями, удостоен премии Совета Министров СССР.

## Память
* В честь В. А. Фоменко названа одна из улиц (проспект) Набережных Челнов.